# Tilen Sirše
Tilen Sirše, slovenski sankač, * 21. december 1990, Trbovlje.
Sirše je za Slovenijo nastopil na zimskih olimpijskih igrah leta 2018 v Pjongčangu, ko je dosegel 39. mesto v enosedu. Trikrat je nastopil na svetovnih prvenstvih, najboljšo uvrstitev je dosegel leta 2016 s 36. mestom v enosedu. 